# Aksu Nehri
Pour les articles homonymes, voir Aksu.
L'Aksu Nehri ("rivière à l'eau blanche/claire") est une rivière de Turquie coupée par le barrage de Kartalkaya. C'est un affluent du Ceyhan avec lequel elle conflue dans le lac du barrage de Sır.